# 리버사이드 공원

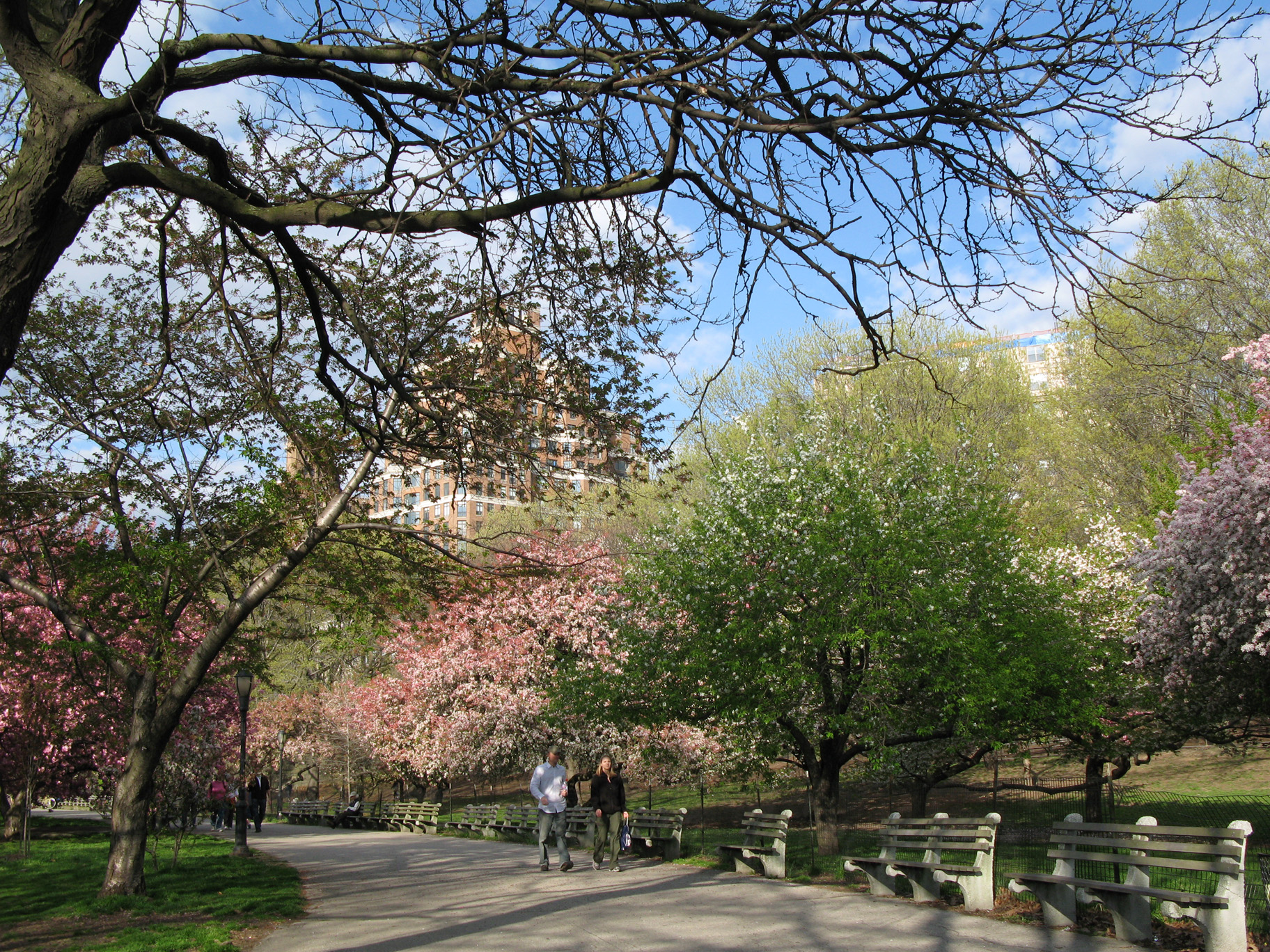
리버사이드 공원

리버사이드 공원(Riverside Park)은 미국 뉴욕 맨해튼에 위치한 공원이다. 어퍼웨스트사이드에 위치하며 뉴욕 공원 관리소에서 관리 및 운영하고 있다. 허드슨강을 강변에 있어 강을 볼 수 있다. 센트럴 파크에 이어 맨해튼에서 두 번째로 넓은 녹지대이다.